# Migazzone
Migazzone (Migazon in dialetto locale, una volta Migazom) è una frazione del comune di Altopiano della Vigolana, posta a 680 m s.l.m.; l'abitato, adiacente a quello di Bosentino, si trova a pochi chilometri da Trento e in prossimità del Lago di Caldonazzo.

## Origine del nome
Secondo Giulio Rizzoli (1906) il nome Migazzone è di origine etrusca. Ernesto Lorenzi (1932) sostiene che il nome derivi da mugo o muga, riferendosi prima all'arbusto e poi al confine. Per quanto riguarda il secondo significato attribuitogli, si riferisce al paese come confine tra Pergine e Caldonazzo.

## Storia

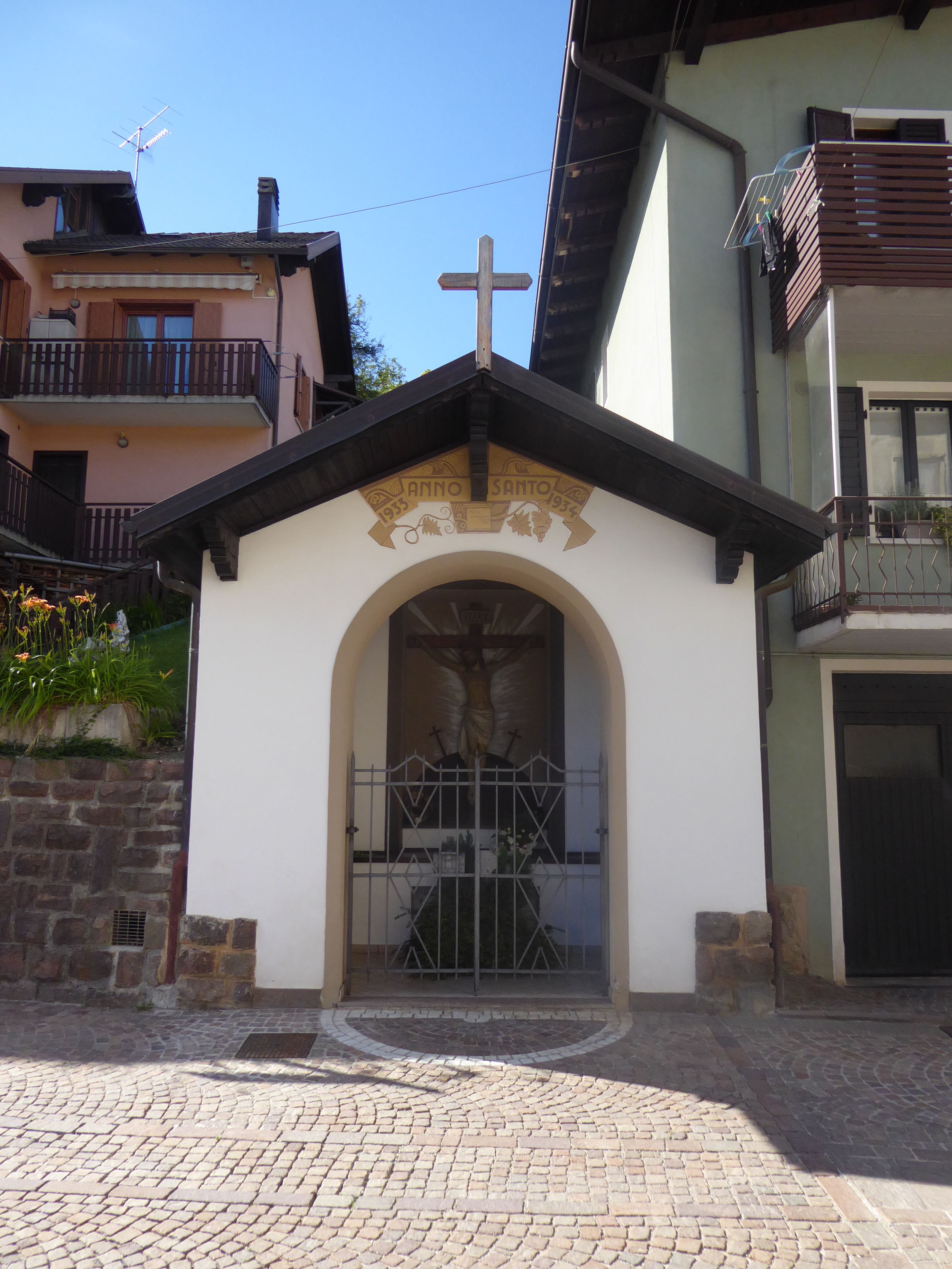
La cappella del Crocifisso

Durante il XIII secolo Migazzone viene racchiuso in un'unica consorteria, insieme a Bosentino e Vattaro; quest'ultima successivamente si distaccò.
Nel 1810, con la costituzione del Dipartimento dell'Alto Adige, l'abitato di Migazzone, con Bosentino e Vattaro, venne unito al comune di Vigolo Vattaro.
Dopo la fine della seconda guerra mondiale, nel 1946, i comuni si divisero nuovamente, e Migazzone divenne frazione di Bosentino.
Nel 2016 i quattro comuni di Vigolo Vattaro, Vattaro, Bosentino e Centa San Nicolò si sono fusi dando vita al nuovo comune di Altopiano della Vigolana.

## Monumenti e luoghi di interesse

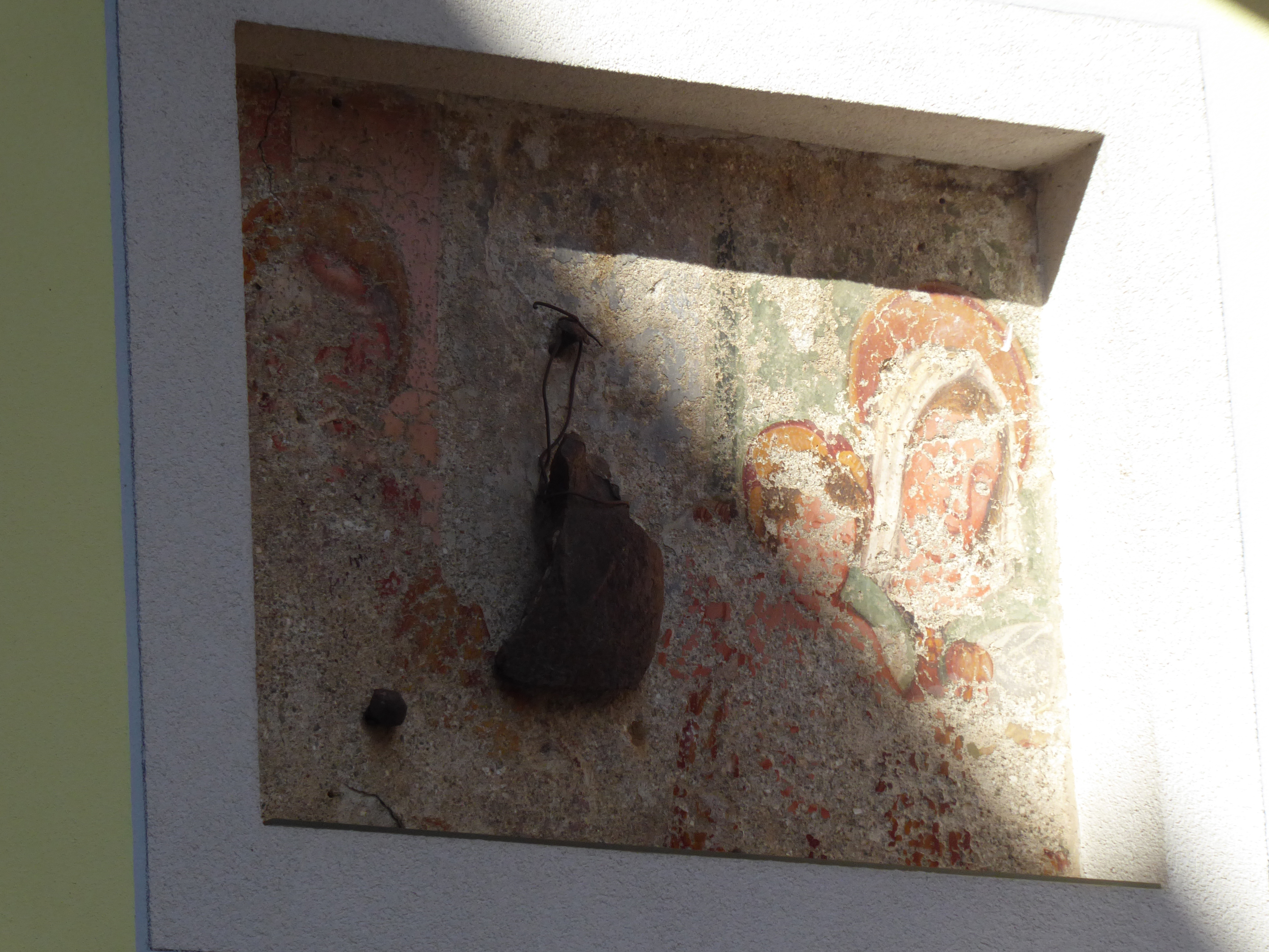
L'affresco di casa Perazzoli

- Cappella del Crocifisso, situata all'inizio del paese, costruita tra il 1933 e il 1934 e affrescata da Mario Bragagna sempre nel '34[7][8];
- Affresco del Quattrocento sulla parete di casa Perazzoli, in cui sono rappresentati la Madonna con il Bambino e san Giuseppe.[8]